# Kriwoj Buzan
Kriwoj Buzan (ros. Кривой Бузан) – wieś w Rosji, w obwodzie astrachańskim, w rejonie krasnojarskim. W 2010 liczyła 758 mieszkańców, głównie Kazachów.